# Списак сликара/Ф
| Сликари: A Б В Г Д Ђ Е Ж З И Ј К Л Љ М Н Њ О П Р С Т Ћ У Ф Х Ц Ч Џ Ш |

## Фа..
Ђентиле да Фабријано (око 1370—1427), италијански сликар
Карел Фабрицијус (1622—1654), холандски сликар
Барент Фабрицијус (1624—1673), холандски сликар
Јоханес Фабрицијус (1636—1693), холандски сликар
Лајонел Фајнингер (1871—1956), амерички уметник и цртач стрипова
Пјетро Факини (1562—1602), италијански сликар
Јулијан Фалат (1853—1929), пољски сликар
Роберт Рафаилович Фалк (1886—1956), руски сликар
Анијело Фалконе (1600—1665), италијански сликар
Александар Фалгијер (1831 — 1900), француски сликар и скулптор
Конрад Феликсмилер (1897—1977), немачки сликар
Јиржи Федкович (1891—1951), пољски сликар

## Фи..
Станислав Фијалковски (рођен 1922), пољски сликар
Емил Фила (1882—1953), чешки сликар
Том Филипс (рођен 1937), енглески сликар
Теодор Филипсен (1840—1920), дански сликар
Леонор Фини (1908—1996), аргентинско—италијански уметник
Андреа да Фиренца (1343—1377), италијански сликар
Јохан Хајнрих Фисли (1741—1825), швајцарски сликар
Јан Фит (1611—1661), белгијски сликар
Алван Фишер (1792—1863), амерички сликар

## Фл..
Ден Флавин (1933—1996), амерички сликар
Џејмс Монтгомери Флаг (1877—1960), амерички сликар и илустратор
Анзелм Фојербах (1829—1880), немачки сликар
Лучо Фонтана (1899—1968), аргентинско италијански сликар и вајар
Клинтон Форд (1923—2006), амерички сликар
Волф Фостел (1932—1998), немачки уметник
Жан Фотрије (1898—1964), француски сликар

## Фр..
Жан-Оноре Фрагонар (1732—1806), француски сликар
Арт Фрам (1907—1981), амерички сликар
Франс Франкен (1581—1642), фламански сликар
Пјеро дела Франческа (око 1420—1492), италијански сликар
Франсоа Луј Томас Франсија (1772—1839), француски сликар
Хелен Франкенталер (рођена 1928), америчка сликарка
Брајан Фрауд (рођен 1947), енглески сликар
Франк Фразета (рођен 1928), амерички сликар
Вилхелм Фреди (1909—1995), дански сликар
Сем Френсис (1923—1994), амерички сликар
Сајмон Френсис (рођен 1952), енглески сликар
Каспар Давид Фридрих (1774—1840), немачки сликар
Лусијан Фројд (1922—2011), енглески сликар
Николас Фромен (око 1450 — око 1490), француски сликар
Жан Фуже (1425—1481), француски сликар
Ернст Фукс (рођен 1930), аустријски сликар
Цугухару Фуџита (1886—1968), јапански сликар
| Сликари: A Б В Г Д Ђ Е Ж З И Ј К Л Љ М Н Њ О П Р С Т Ћ У Ф Х Ц Ч Џ Ш |